# Tokuso
Tokusō (Japans: 得宗) was de titel van het hoofd van de hoofdtak van de Hojo-clan, die als shikken (regent) de macht in handen had tijdens het Kamakura-shogunaat in Japan. 
De naam tokuso zou komen van Tokushu (徳崇), de boeddhistische naam van Hojo Yoshitoki. Diens vader, Hojo Tokimasa, wordt echter algemeen als de eerste tokuso beschouwd. Er waren in totaal acht tokuso:
1. Hojo Tokimasa
2. Hojo Yoshitoki
3. Hojo Yasutoki
4. Hojo Tsunetoki
5. Hojo Tokiyori
6. Hojo Tokimune
7. Hojo Sadatoki
8. Hojo Takatoki

De politieke structuur van het tokuso dictatorschap werd georganiseerd door Yasutoki en werd geconsolideerd door zijn kleinzoon Tokiyori. De tokuso lijn had enorme macht over de vazallen (gokenin) en de jongere familietakken van de Hojo-clan.  Tokiyori maakte belangrijke politieke beslissingen vaak in achterkamertjes (寄合 yoriai) in plaats van ze te bespreken bij de Hyojo (評定), de raad van het shogunaat. Dit systeem gaf de directe vazallen (御内人, miuchibito) van de tokuso enorme invloed. 
Tijdens de eerste periode werd de positie van shikken bezet door de Tokuso, tot Hojo Tokiyori in 1256 de twee posten splitste. Hij benoemde Hojo Nagatoki tot shikken terwijl zijn nog jonge zoon Tokimune hem opvolgde als tokuso. De macht was nu effectief verplaatst van de shikken naar de tokuso.